# Detritus (biologie)

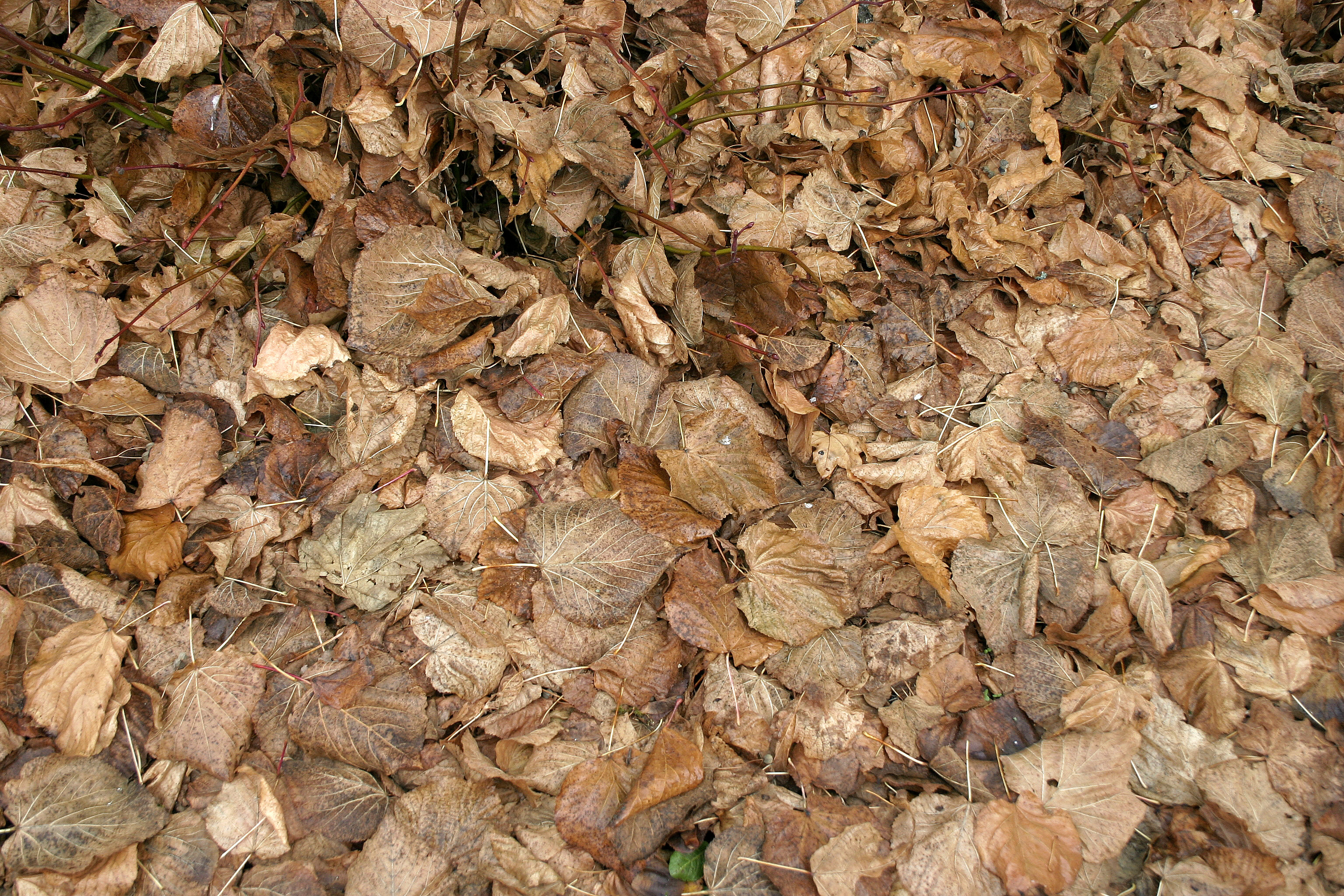
Rottende bladeren

Detritus (Latijn: afval) is elk dood organisch materiaal. In engere zin worden er de in de wateren zwevende organische deeltjes mee bedoeld die afkomstig zijn van dode organismen en die al door mechanische (niet-chemische) processen zijn verkleind. Ook vallen er de organische uitscheidingen van organismen onder die de organische deeltjes verder afbreken. Een overbelasting met detritus kan tot eutrofiëring van het water leiden.

## Voedsel
Detritus vormt voor een aantal groepen van dierlijke organismen een belangrijk voedsel-bestanddeel; dergelijke organismen worden detritusvoeders of detri(ti)voor genoemd. Belangrijke detrivoren zijn:
- Op land:
  - Regenwormen
  - Springstaarten
  - Maden (insectenlarven)
- In zee:
  - Kreeftachtigen
  - Stekelhuidigen (in het larvale stadium)
  - Weekdieren (ook in zoet water)